# 비토 (가수)
비토(본명: 이창현, 1996년 8월 24일~)는 대한민국의 가수로 보이 그룹 업텐션의 메인래퍼, 메인댄서를 맡았었다.

## 학력
- 동두천고등학교 2014년 졸업
- 글로벌사이버대학교 방송연예과 재학

## 음반 목록

### 솔로
- "뛰어 (Run)" (2016, 38사기동대 OST, 선율, 진후)

## 출연 작품

### 텔레비전 프로그램
- 《라이징! 업텐션》 (2015) - 고정 출연자
- 《힛 더 스테이지》 (2016) - 참가자